# Jill Eikenberry
Jill Susan Eikenberry, född 21 januari 1947 i New Haven, Connecticut, är en amerikansk skådespelare. Eikenberry är känd för rollen som advokaten Ann Kelsey i TV-serien Lagens änglar. Hon nominerades fem gånger till en Emmy Award och fyra gånger till en Golden Globe Award för rollen, och erhöll en Golden Globe. Bland hennes filmframträdanden märks Den starkes rätt (1980), En brud för mycket (1981) och Deadly Game (1986).
Hon mötte skådespelaren Michael Tucker 1970 och de gifte sig 1973. De har en gemensam son och Tucker dottern Allison Tucker, också hon skådespelare, från ett tidigare äktenskap. Eikenberry och Tucker har ofta spelat mot varandra på scen och framför kameran, inte minst i Lagens änglar, där de också spelade äkta par.

## Filmografi i urval
- 1978 – En fri kvinna
- 1980 – Den starkes rätt
- 1981 – En brud för mycket
- 1984 – Spanarna på Hill Street (TV-serie)
- 1986 – Deadly Game
- 1986–1994 – Lagens änglar (TV-serie)
- 1991 – En besvärlig kvinna (Miniserie)
- 2000 – Vem dömer Amy? (TV-serie)
- 2002 – Lagens änglar – The Movie
- 2008 – Numb3rs (TV-serie)
- 2009 – I lagens namn (TV-serie)
- 2021 – The Good Fight (TV-serie)